# Gebäude der Russischen Außenhandelsbank
Die Russische Außenhandelsbank (ukrainisch Російський банк для зовнішньої торговлі) ist ein denkmalgeschütztes Jugendstilgebäude im Stadtrajon Schewtschenko der ukrainischen Hauptstadt Kiew.
Das zwischen 1911 und 1913 auf dem Chreschtschatyk Nr. 32, dem Hauptstadtboulevard Kiews errichtete Gebäude beherbergte die Kiewer Filiale der Russischen Außenhandelsbank. Seit 1979 ist das Haus ein Architekturdenkmal, in dem sich heute ein bekanntes Souvenirgeschäft und ein Amt der Kiewer Stadtverwaltung befindet.
Das viergeschossige Haus ist eines der wenigen erhalten vor dem Zweiten Weltkrieg erbauten Gebäude auf dem Chreschtschatyk. Es wurde vom schwedischstämmigen St. Petersburger Architekten Fjodor Lidwal (russisch: Фёдор Иванович Лидваль, schwedisch: Johan Fredrik Lidval) in dem ihm eigenen nordischen Jugendstil mit Elementen der italienischen Renaissance errichtet. Die Balustrade wird von einem Gesims gekrönt, das in seinem Mittelteil von zwei Symbolen für Schifffahrt und Handel unterbrochen ist. Im dritten Geschoss befindet sich eine ungewöhnliche Rundbogenfensterreihe. Die  Anfang 2000 sandgestrahlte Fassade besteht aus grob behauenem Naturstein. Einige durch das Großfeuer im Jahr 1941 geschmolzenen Reliefoberflächen sind noch erkennbar.

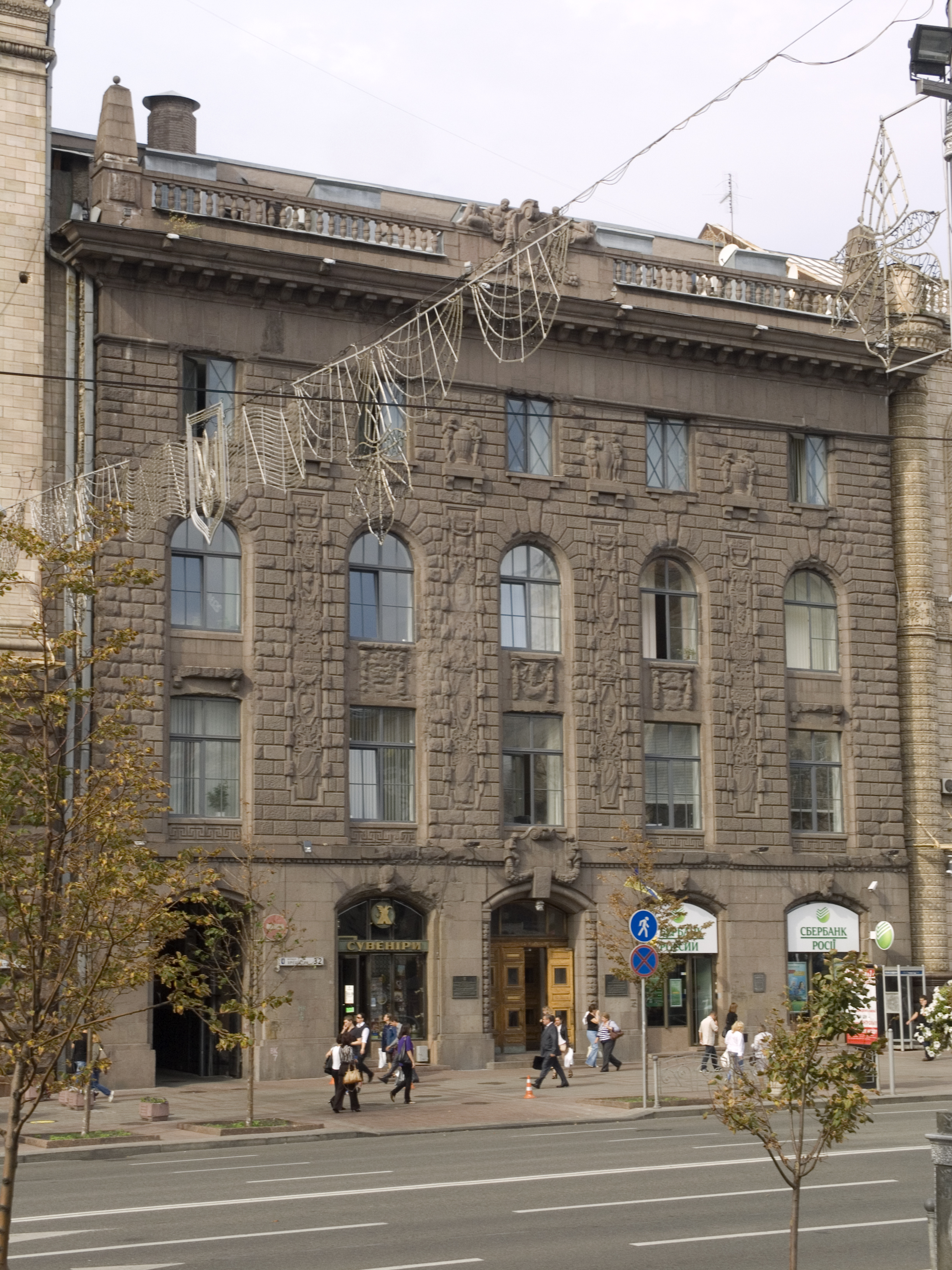
Fassade der Russischen Außenhandelsbank